# Schwer verliebt
Schwer verliebt (Originaltitel: Shallow Hal) ist eine romantische Komödie aus dem Jahr 2001 mit Jack Black und Gwyneth Paltrow in den Hauptrollen. Die Regie führten Peter und Bobby Farrelly, das Drehbuch schrieben die Farrelly-Brüder gemeinsam mit Sean Moynihan.

## Handlung
Hal Larson, der bei Frauen nur auf Äußerlichkeiten achtet, trifft in einem steckengebliebenen Aufzug Tony Robbins, der, als er Larsons Ansichten erfährt, diesen so hypnotisiert, dass er die inneren Werte von Frauen als körperliche Schönheit sieht. Kurz darauf lernt er die stark übergewichtige Rosemary Shanahan kennen. Sie ist zunächst verwundert, dann verärgert, als Hal ihr Komplimente wegen ihres Aussehens macht, doch die beiden verlieben sich schließlich ineinander.
Larson trifft Rosemarys Vater Steve Shanahan, in dessen Unternehmen er arbeitet. Steve ist von einigen Ideen Larsons begeistert und macht diesen zum persönlichen Assistenten. Er denkt jedoch, Larson sei mit seiner Tochter nur wegen der Karriere zusammen, was diesen empört. Ähnlich lautet die Meinung der Bürokollegen von Larson.
Hals bester Freund, Mauricio Wilson, macht sich jedoch Sorgen ob dessen in seinen Augen schlechten Geschmackes und bittet Robbins, die Hypnose zu beenden. Dieser verrät Wilson das erlösende Schlüsselwort, welches Wilson seinem Freund weitersagt. Larson sieht danach Frauen wieder so, wie sie tatsächlich aussehen. Da er Rosemary liebt, möchte er erneut hypnotisiert werden. Bis dahin vermeidet er ein Treffen mit Rosemary, damit ihr echtes Aussehen nicht in seiner Erinnerung bleibt.
Robbins ist jedoch unerreichbar, während Rosemary in die Südsee fliegen will, wo sie eine längere Zeit für das Friedenskorps tätig sein wird. Larson fährt zum Haus ihrer Eltern und offenbart ihr, dass er sie immer noch liebt. Es stellt sich auch heraus, dass er sich beim Friedenskorps für denselben Einsatz wie Rosemary verpflichtet hat.

## Kritiken
Svenja Hadler kritisierte die Regie in TV-Movie 4/2002 als „gehemmt“ und „unausgegoren“. Gernot Gricksch schrieb in TV Today 4/2002, der Film sei „einfühlsam“; Cinema 2/2002 bescheinigte ihm Eigenschaften wie „Charme“, „Fantasie“ sowie „Wärme“. Hörzu 7/2002 sah den Film als „herrlich schräg“ an.

„Bemüht-biedere Komödie, die vorgeblich den wahren Wert eines Menschen in seinem Charakter entdecken möchte, unverhohlen aber gängigen Attraktivitätsmustern huldigt. Auch inszenatorisch einfallslos und ohne jede ironische Brechung.“

## Auszeichnungen
2002 wurden Jack Black in der Kategorie „Film – Choice Actor, Comedy“, Gwyneth Paltrow in der Kategorie „Film – Choice Actress, Comedy“ sowie der Film selbst in der Kategorie „Film – Choice Movie, Comedy“ für den Teen Choice Award nominiert.

## Hintergrund
- Die Produktionskosten betrugen ca. 40 Millionen US-Dollar. Der Film spielte in den Kinos der USA ca. 70,8 Millionen US-Dollar ein.[4]
- Kyle Gass, der zusammen mit Jack Black die Band Tenacious D gründete, spielt in diesem Film einen Arbeitskollegen von Jack Black.
- Um sich in die 150 Kilogramm schwere Rosy zu verwandeln, musste sich die zierliche Gwyneth Paltrow einer vierstündigen Prozedur beim Maskenbildner unterziehen. Während der Dreharbeiten machte sie eine interessante Selbsterfahrung: Als sie in einer Drehpause inkognito in ihrem Fettanzug durch die Hotel-Lobby ging, fand sie es faszinierend, dass sie trotz ihrer imposanten Erscheinung nicht mehr wahrgenommen wurde und sich jeder von ihr abwendete.